# 庆应义塾护理短期大学
庆应义塾护理短期大学（日语：／ Keio Gijuku Kango Tankidaigaku *），简称「庆短」或「庆应看护」，在庆应义塾也常被简称为「看短」，是过去一所位于日本东京都新宿區的私立短期大学。

## 概要

### 简介
- 源流成立于1917年[1]。短期大学为于1988年开办[1]、由学校法人庆应义塾经营、来源于北里柴三郎创办的护理妇养成所[1]。招収只女学生从开办[2]。

### 历史
- 1988年 庆应义塾护理短期大学成立并同时设置护理学科[1]。
- 2000年 招生最后。次年停止招生[1]。
- 2003年 今年8月8日正式停办[3]。

### 宪章
- 请参看庆应义塾护理短期大学的标志 （日語） 2014年1月11日阅览。

## 学校环境
- 校区：在了东京都新宿区[注 1]

## 历任校长
- 加藤暎一：第一代短期大学校长[4]。

## 组织

### 学科
- 护理学科

### 专科
- 没有

### 业余课程
- 没有

### 附属机关
- 图书馆

## 相关链接
- 日本短期大学列表
- 庆应义塾大学